# Alessandra Merlin
Alessandra Merlin (* 22. September 1975 in Turin) ist eine ehemalige italienische Skirennläuferin. Bis 2001 war sie im Weltcup auf die Disziplinen Abfahrt und Super-G spezialisiert, danach bestritt sie fast ausschließlich Carving-Rennen und etablierte sich im FIS Carving Cup als Seriensiegerin.

## Biografie
Die drei Jahre jüngere Schwester von Barbara Merlin begann ihre Karriere mit Einsätzen bei FIS-Rennen und im Europacup. Am 9. Januar 1993 nahm sie in Cortina d’Ampezzo erstmals an einem Weltcuprennen teil. Bei den Juniorenweltmeisterschaften 1993 gewann sie die Bronzemedaille im Super-G. Die ersten Weltcuppunkte holte sie am 10. Dezember 1994 als 18. der Abfahrt in Lake Louise.
Merlins Leistungen waren in der Folge eher unbeständig, weshalb die Trainer sie häufig in den Europacup zurückversetzten. Erst im Dezember 1997 konnte sie in einem Weltcuprennen unter die besten zehn vorstoßen. Die einzige Podestplatzierung gelang ihr am 19. Dezember 1999 beim Super-G in St. Moritz, wo sie hinter Karen Putzer Zweite wurde. Das letzte Weltcuprennen bestritt sie im Dezember 2001. Zwei Jahre später nahm sie an der Winter-Universiade in Tarvisio teil und gewann die Super-G-Goldmedaille.
Ab 2002 bestritt Merlin fast ausschließlich Carving-Rennen. Im FIS Carving Cup etablierte sie sich als Seriensiegerin und gewann mehr als 25 Rennen. Sie entschied in den Wintern 2002/03, 2004/05, 2005/06, 2006/07 und 2008/09 die Gesamtwertung für sich.

## Erfolge

### Olympische Spiele
- Nagano 1998: 21. Abfahrt

### Weltmeisterschaft
- Sestriere 1997: 22. Abfahrt, 22. Super-G
- St. Anton 2001: 26. Super-G

### Juniorenweltmeisterschaft
- Monte Campione 1993: 3. Super-G, 7. Riesenslalom
- Lake Placid 1994: 5. Abfahrt, 6. Super-G, 9. Kombination, 18. Riesenslalom, 22. Slalom

### Weltcup
- 1 Podestplatz, 1 weitere Platzierung unter den besten zehn

### Europacup
- Saison 1992/93: 2. Abfahrtswertung
- Saison 1993/94: 5. Super-G-Wertung
- Saison 1994/95: 9. Super-G-Wertung
- 3 Podestplätze (Einzelergebnisse erst ab 1995 verfügbar)

### Weitere Erfolge
- 1 Sieg bei FIS-Rennen (Ergebnisse erst ab 1995 verfügbar)
- Universiade Tarvisio 2003: 1. Super-G